# Czekanów (Zbrosławice)

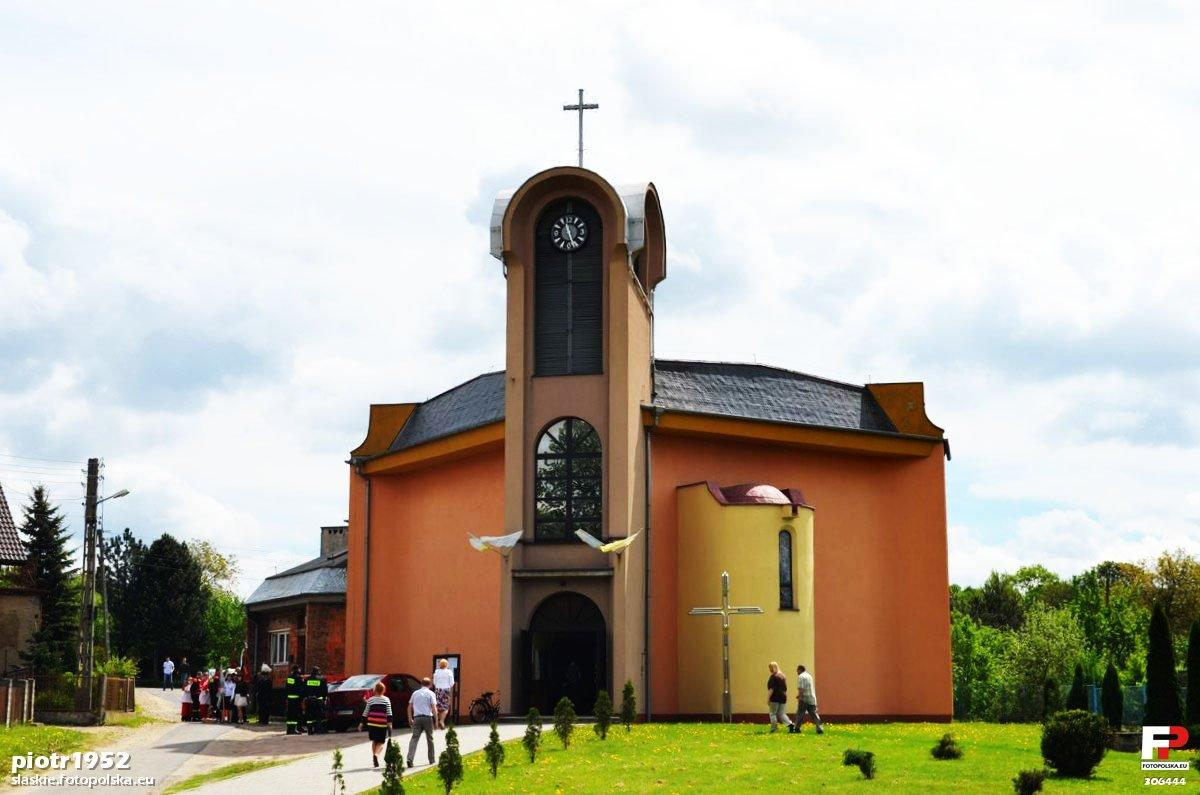
Die Floriankirche

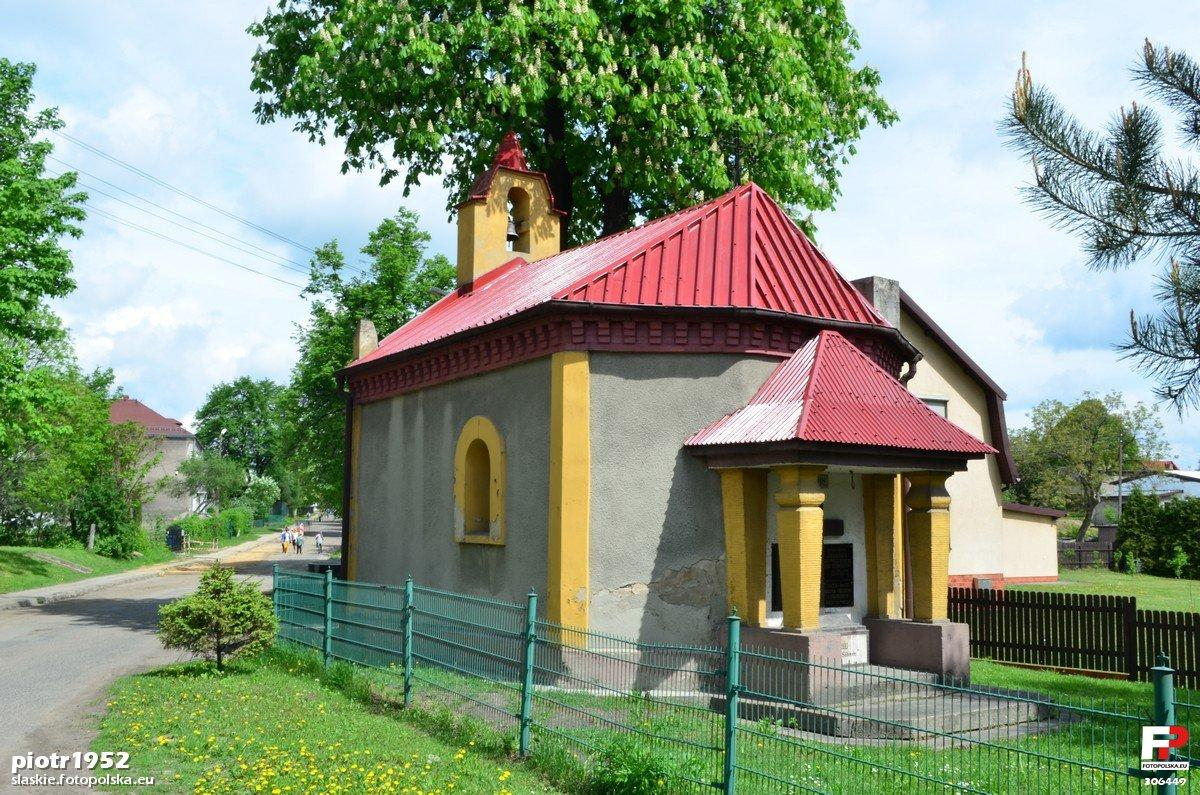
Kapelle

Czekanów (deutsch Schakanau) ist ein Dorf in Oberschlesien. Es gehört zur Gemeinde Zbrosławice (Broslawitz) in Powiat Tarnogórski (Kreis Tarnowitz) in der Woiwodschaft Schlesien.

## Geografie
Czekanów liegt acht Kilometer südlich vom Gemeindesitz Zbrosławice, 15 Kilometer südwestlich von der Kreisstadt Tarnowskie Góry (Tarnowitz) und 22 Kilometer nordwestlich von der Woiwodschaftshauptstadt Katowice (Kattowitz).

## Geschichte
Der Ort wurde 1783 im Buch Beytrage zur Beschreibung von Schlesien als Czakanow erwähnt, gehörte einem Herrn von Raczek und lag im Landkreis Tost und hatte 146 Einwohner, ein Vorwerk, sieben Bauern und 22 Gärtner. 1818 wurde der Ort als Czakanow erwähnt. 1865 bestand Czakanau aus einem Rittergut und einem Dorf. Das Rittergut war seit 1766 im Besitz der Familie von Raczeck. Zum Gut gehörte das Vorwerk Catharinenhof. Das Dorf hatte zu diesem Zeitpunkt sieben Bauern, zehn Gärtner, zwei Häusler, einen Müller und 25 Einlieger, welche im Bergbau tätig waren. Die Einwohner der Gemeinde waren nach Ziemientzitz eingepfarrt und nach Schalscha eingeschult.
Bei der Volksabstimmung in Oberschlesien am 20. März 1921 stimmten 98 Wahlberechtigte für einen Verbleib bei Deutschland und 376 für eine Zugehörigkeit zu Polen. Schakanau verblieb beim Deutschen Reich. Bis 1945 befand sich der Ort im Landkreis Tost-Gleiwitz.
1945 kam der bis dahin deutsche Ort unter polnische Verwaltung und wurde anschließend der Woiwodschaft Schlesien angeschlossen und ins polnische Czekanów umbenannt. 1950 kam der Ort zur Woiwodschaft Kattowitz. 1999 kam der Ort zum wiedergegründeten Powiat Tarnogórski und zur neuen Woiwodschaft Schlesien.

## Sehenswürdigkeiten
- Das frühere Schloss, stammt ursprünglich aus dem 17. Jahrhundert und wurde 1878 im Neorenaissance-Stil umgestaltet. Durch einen Umbau 1964 verlor das Gebäude seinen architektonischen Charakter. Über dem Eingang befindet sich eine  Kartusche mit den Wappen von Karl III  Krafft Arwed von Raczeck (1882–1914).
- Die ehemalige Wassermühle aus dem 17. und 18. Jahrhundert, wird  heute zeitweise als Wohnhaus genutzt und war bislang in einem schlechten Zustand.
- Die katholische Floriankirche im postmodernen Stil.
- Kapelle aus dem Jahr 1910 mit Figuren der heiligen Florian und Johannes Nepomuk.

## Wappen
Das Wappen bzw. Siegel zeigt das Lamm Gottes (Agnus Dei) mit einer Flagge. Das Wappen weist auf die christlich geprägte Geschichte des Ortes und seiner Bewohner hin. In der neuesten Version zeigt es das Lamm und die Flagge in silber auf blauem Grund, das Kreuz auf der Flagge ist rot.